# دقميرة
قرية دقميرة هي إحدى القرى التابعة لمركز كفر الشيخ في محافظة كفر الشيخ في جمهورية مصر العربية.
حسب إحصاءات سنة 2006، بلغ إجمالي السكان في دقميرة 16817 نسمة، منهم 8442 رجل و8375 امرأة.

## التاريخ
قرية دقميرة من القرى القديمة، حيث وردت باسم «دقميرة» في أعمال الغربية ضمن قرى الروك الصلاحي التي أحصاها ابن مماتي في كتاب قوانين الدواوين سنة 572هـ/1176م ، كما وردت باسم «دقميرة» في أعمال الغربية ضمن قرى الروك الناصري التي أحصاها ابن الجيعان في كتاب «التحفة السنية بأسماء البلاد المصرية» سنة 716هـ/1316م. وفي العصر العثماني وردت باسم «دقميرة» في التربيع العثماني الذي أجراه الوالي العثماني سليمان باشا الخادم في عصر السلطان العثماني سليمان القانوني ضمن قرى ولاية الغربية، وفي تاريخ 1228هـ/1813م الذي عدّ قرى مصر بعد المسح الذي قام به محمد علي باشا باسم «دقميرة» ضمن قرى مديرية الغربية.